# Кина (град)
Кина (швед. Kinna) град је у Шведској, у југозападном делу државе. Град је у оквиру Вестра Јеталанд округа и једно од значајнијих средишта округа. Кина је истовремено и седиште Општине Марк.

## Природни услови
Град Кина се налази у југозападном делу Шведске и Скандинавског полуострва. Од главног града државе, Стокхолма, град је удаљен 440 км југозападно. Од првог већег града, Гетеборга, град се налази 65 км југоисточно.
Кина се развила у долини реке Вискан. Градско подручје је бреговито, са надморском висином од 30-70 м.

## Историја
Подручје Кине било је насељено још у време праисторије, али је данашње насеље младо. Његов развој везан је за другу половину 19. века и појаву индустрије и железнице у овој области. Насеље је коначно добило градска права 1951. године.

## Становништво
Кина је данас град средње величине за шведске услове. Град има око 15.000 становника (податак из 2010. г.), а градско подручје, тј. истоимена општина има око 34.000 становника (податак из 2012. г.). Последњих деценија број становника у граду лагано расте.
До средине 20. века Кину су насељавали искључиво етнички Швеђани. Међутим, са јачањем усељавања у Шведску, становништво града је постало шароликије, али мање него у случају већих градова у држави.

## Привреда
Данас је Кина савремени град са развијеном индустријом. Последње две деценије посебно се развијају трговина, услуге и туризам.